# كلارنس دبليو. تورنر
كلارنس دبليو. تورنر (بالإنجليزية: Clarence W. Turner)‏ هو قاضي ومحامي وسياسي أمريكي، ولد في 22 أكتوبر 1866 في الولايات المتحدة، وتوفي في 23 مارس 1939 بواشنطن العاصمة في الولايات المتحدة. حزبياً، نشط في الحزب الديمقراطي. انتخب عضو مجلس ولاية تينيسي وانتخب عضو مجلس النواب الأمريكي.